# Vista Alegre
Vista Alegre là một đô thị thuộc bang Rio Grande do Sul, Brasil. Đô thị này có diện tích 77,454 km², dân số năm 2007 là 2871 người, mật độ 37,07 người/km².